# ۲۳۳ (عدد)
۲۳۳ (عدد)یک عدد طبیعی است که بعد از ۲۳۲ و قبل از ۲۳۴ قرار دارد.